# Blitz
Blitz (prestito linguistico della lingua tedesca) in italiano colpo di mano, in ambito militare, indica un'azione rapida e improvvisa volta ad ottenere un risultato favorevole o colpire un obiettivo, mediante l'impiego limitato di uomini e mezzi senza preavviso alcuno. A differenza del raid, prevede l'occupazione del terreno dove si è svolta l'azione.

## Utilizzo linguistico
Derivato dalla parola tedesca Blitzkrieg (guerra lampo), l'uso del lessema blitz iniziò a diffondersi in Italia per essere continuamente riportato nell'entusiastica campagna stampa in sostegno al piano di operazioni aeree sul territorio inglese, denominato in codice "Blitz" dal comando tedesco ed attuato dal 7 settembre 1940 al 10 maggio 1941, nel corso della seconda guerra mondiale.
Il germanismo blitz forse per brevità, ha in parte sostituito l'uso dell'espressione italiana "colpo di mano", di significato corrispondente.

## Operazioni di polizia famose

### Italia

Enzo Tortora al momento del suo arresto il 17 giugno 1983.

Nell'uso moderno, il termine blitz viene spesso associato a particolari operazioni di polizia e, per estensione, anche utilizzato in ambito politico o economico-finanziario, per definire un'azione repentina ed inattesa che causa un subitaneo mutare della situazione pregressa.
Questi sono i grandi blitz che sono stati effettuati in Italia dalle forze dell'ordine:
- 14 luglio 1971 - "Blitz dei 114" di Boris Giuliano, primo grande blitz contro la mafia siciliana.
- 17 giugno 1983 - Maxi blitz contro la Nuova Camorra Organizzata (o NCO) di Raffaele Cutolo (definito dalla stampa "il venerdì nero della camorra"): più di 856 mandati di cattura contro i cutoliani, eseguiti in tutta Italia; fra gli altri destinatari più o meno noti degli ordini di cattura, dal presidente dell'Avellino calcio Antonio Sibilia, ai terroristi di opposte fazioni Pierluigi Concutelli e Sante Notarnicola, dal bandito settentrionale Renato Vallanzasca a politici meridionali come Giuseppe D'Antuono e Salvatore La Marca, sino al cantante Franco Califano e al conduttore televisivo Enzo Tortora, tutti accusati di essere affiliati o fiancheggiatori della NCO di Cutolo.[1] Seguirà il Maxiprocesso alla Nuova Camorra Organizzata.
- 8 maggio 1984 - Maxi blitz contro la nuova camorra pugliese (o NCOP; 1° blitz dei 2), con 45 mandati di cattura emessi[2].
- 29 settembre 1984 - Maxi blitz contro Cosa nostra ("blitz di San Michele"), eseguiti dai giudici istruttori Giovanni Falcone e Paolo Borsellino sulla base delle dichiarazioni di Tommaso Buscetta e altri pentiti: gli arrestati saranno 475 e si svolgerà l'imponente maxiprocesso di Palermo nel 1986-1987.
- 19 novembre 1984 - Maxi blitz contro la nuova camorra pugliese (o NCOP; 2° blitz dei 2), con 97 mandati di cattura emessi[3].
- 11 dicembre 1984 - Maxi blitz contro il clan dei catanesi, eseguendo 400 ordini di cattura da parte della procura di Torino.[4]
- 22 giugno 1985 - Maxi blitz nel messinese contro cosche mafiose legate in parte a Cosa nostra ("blitz di San Luigi"): 290 ordini di cattura (106 eseguiti per l'occasione), a cui seguirà il Maxiprocesso di Messina, dagli esiti meno fortunati rispetto al coevo maxiprocesso di Palermo.[5]
- 31 marzo 1988 - Maxi blitz tra Napoli, Palermo e New York nell'ambito delle indagini congiunte tra polizia italiana e l'FBI nel caso Pizza connection.[6]
- 7 dicembre 2011 - Blitz contro il Clan dei Casalesi, che permise di catturare direttamente il suo capo, Michele Zagaria.[7]
- 19 dicembre 2019 - Maxi blitz contro la 'Ndrangheta del vibonese (334 arresti), nell'ambito dell'operazione Rinascita-Scott coordinata dal magistrato Nicola Gratteri.[8][9]

### Stati Uniti d'America
- 28 febbraio-19 aprile 1993 - Assedio di Waco: operazione di polizia dell'FBI e dell'ATF contro i Davidiani, conclusasi con un massacro.